# Консигнація
Консигнація — форма комісійного продажу товару, при якій його власник (консигнант, комітент) передає комісіонеру (консигнаторові) товар для реалізації зі складу комісіонера. При цьому товар, що надійшов на склад комісіонера залишається власністю консигнанта (комітента) до моменту його реалізації. Як правило, якщо товар не реалізується тривалий час (наприклад, більше року), то він повертається назад консигнанту за його рахунок.
Консигнація (лат. 'consignatio' — 'письмовий доказ, документ')

1) форма комісійного продажу товарів шляхом їх передачі власником товару (консигнантом, комітентом) комісіонеру (консигнатору) для продажу зі складу комісіонера, що грає роль посередника. Право власності на товар аж до його продажу залишається за постачальником товару. Зберігання товару на складі та передпродажна підготовка здійснюються за рахунок власника, однак, турбота про продаж товарів, а саме маркетинг, зокрема реклама, здійснюється консигнатором за його рахунок. Розрахунок з консигнантом проводиться за проданий товар, іноді К. передбачає обов'язковий, але лише відкладений платіж;

2) умова продажу товарів через консигнаційні склади посередників, коли право власності на товар, що надійшов на склад посередника, залишається за продавцем до моменту продажу товару покупцеві. Зберігання товару на складі і його передпродажна підготовка здійснюються за рахунок продавця. Поставка товарів на склад здійснюється до контрактації продажу з покупцем. Якщо в обумовлений період товар не буде проданий, він повертається власнику за його рахунок. К. застосовується в тих випадках, коли важливо не втратити час продажу, оптимальний з точки зору ефективності угоди, або коли фактор негайної поставки товару має велике значення.

Консигнаційні склади в США називаються «бондовими складами» (Bonded warehouse), в Україні це митні склади.
Консигнація поділяється на:
просту (поворотну) — всі товари, які не були реалізовані протягом терміну консигнації, підлягають поверненню консигнанту (найрозповсюдженіший вид);
частково поворотну — консигнатор зобов'язується після закінчення терміну консигнації купити у консигнанта певну кількість із нереалізованого товару;
безповоротну — консигнатор зобов'язаний викупити весь непроданий до закінчення встановленого терміну товар.